# 古生物学
古生物学是研究古地质时代中的生物及其发展的科学。它是生物學和地質學的交叉科学。既是生命科学中唯一具有历史科学性质的时间尺度的一个独特分支，研究生命起源、发展历史、生物宏观进化模型、节奏与作用机制等历史生物学的重要基础和组成部分；又是地球科学的一个分支，研究保存在地层中的生物遗体、遗迹、化石，用以确定地层的顺序、时代，了解地壳发展的历史，推断地质史上水陆分布、气候变迁和沉积矿产形成与分布的规律。

## 研究对象
化石：通过对化石的考察，配合对含化石岩层的了解以及其他一些有关地质问题的研究，以解释古代生物中的各类问题。著名的如验证大陆漂移学说。

## 主要分支
根据研究的不同对象，古生物学分为古植物学和古动物学两大分支。随着近代生产发展的需要和科学研究的深化，古植物学分出了古孢粉学和古藻类学；古动物学分出了古无脊椎动物学和古脊椎动物学；古人类学既是人类学的分支学科，又是古脊椎动物学的分支学科；根据个体微小的动植物化石或大生物体微小部分的研究，又形成了微体古生物的分支学科，在理论和实践上显示出重要的意义。
- 古植物学
- 古动物学
- 古生态学（研究古生物与环境关系）
- 古生物化学
- 古生物地理学
- 古生物化石学
- 古昆蟲學

## 学说
雖然古生物學說基本上都屬於假設，但這些假設背後是有不少的科學證據支持作為佐證。這些證據包括有動物遺體的化石證據、痕跡化石證據、以及科學家對地質化學的觀察等。

## 方法
实地考察是一种重要的研究方法，从古代生物（包括动植物）的化石等方面了解当时的地球情况。